# Eduard von Strahl

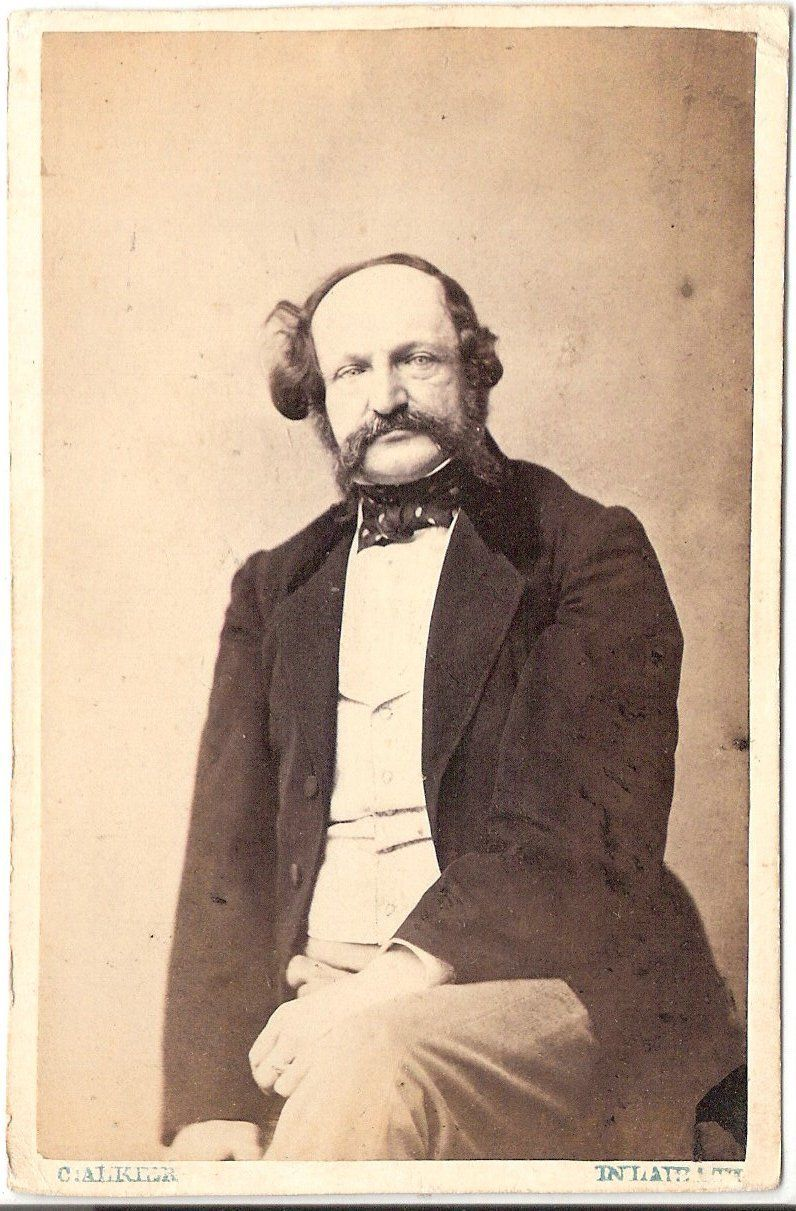
Eduard von Strahl (1817–1884)

Anton Eduard Josef von Strahl (* 28. April 1817 in Rudolfswerth, Krain (Novo mesto, Slowenien); † 26. September 1884 im sogenannten Strahl-Schloss (Stara Loka) in Škofja Loka) war ein Jurist, Landgerichtsrat, Kunstsammler und Schriftsteller.

## Herkunft
Eduard von Strahls Vater stammte aus einer Erfurter Bürgerfamilie: Friedrich Anselm (von) Strahl (* 15. März 1784 in Erfurt; † 15. Dezember 1821 in Stara Loka). Er war ein Sohn von Carl Joseph Strahl, kurmainzischer Kornmeister, Bürger (seit 1783), Biereige und Stadtvogt in Erfurt, wohnte auf dem Kornmarkt, und der Friederica Josepha Spitz, Tochter eines Braumeisters in Erfurt. Friedrich Anselm trat der österreichischen Armee bei, nahm an der Schlacht bei Aspern teil, war zuletzt k.u.k. Hauptmann und heiratete am 12. Juni 1815 in Petrovče pri Celju Eduards Mutter Theresia (Terezija) Justina Dempscher (Demšar) (* 26. September 1793 in Stara Loka; † 23. Dezember 1829 in Stara Loka), Tochter von Josef Dempscher, Eigentümer von Schloss Altenlack (Strahl-Schloss).

Kinder:
- Henriette (* 7. April 1816 in Novo Mesto; † 10. Februar 1856 in Agram) ⚭ 10. Juli 1848 in Nova Gorica, mit Josef Maximillian von Shivitz (* 6. Januar 1813 in St. Veith; † 25. April 1895 in Görz), k.u.k. Statthaltereirat[3]
- Eduard [siehe Kapitel Familie]

Ein Onkel von Eduard war Christoph Joseph Friedrich Strahl, Assistent (später Offizier), der 1815 das Bürgerrecht von Erfurt erwarb.

Ein Onkel mütterlicherseits war sein Vormund, Franz Xaver Demšar (1790–1846), Appellationsrat in Wien.

## Leben

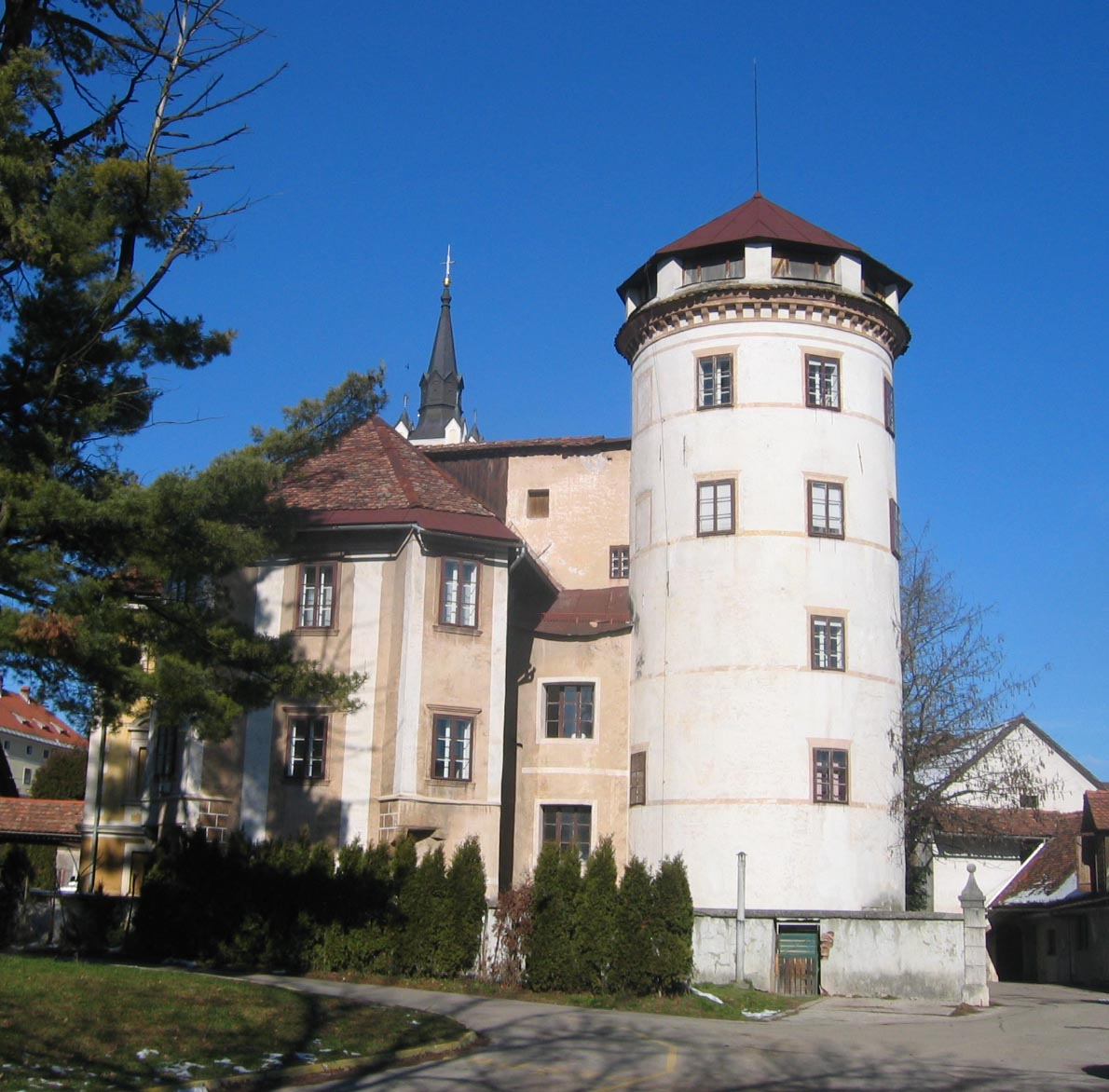
Strahl Schloss in Stara Loka (Stadtteil von Škofja Loka) 2007.

Eduard von Strahl wuchs auf Schloss Altenlack in Altenlack (Stara Loka) auf, heute ein Ortsteil von Škofja Loka, welches sein Vater 1819 von seinem Schwager Josef Dembscher (Jožef Demšar) gekauft hatte. Als sein Vater Friedrich Anselm 1821  starb, wurde sein Onkel  Franz Xaver Demšar (1790–1846), Appellationsrat in Wien, sein Vormund. Strahl studierte 1835–1839 Jura an der Universität Wien Jura und war danach an Land- und Bezirksgerichten in Laibach, Görz und Treffen als Richter tätig, bevor er 1868 in den Ruhestand trat. 1873 wurde er in den Österreichischen Ritterstand erhoben.
Im Ruhestand wurde von Strahl schriftstellerisch tätig. Er schrieb Gedichte, politische engagierte Texte, vor allem Schriften über Kunst und Kunstgewerbe. Als Sohn eines deutschen Vaters und einer slowenischen Mutter interessierte er sich für die slowenische Geschichte und Sprache seiner Heimat Krain, so übersetzte er Gedichte des slowenischen Nationaldichters France Prešeren. Politisch galt er als Liberaler und war als Anhänger der Deutschen Verfassungspartei in Krain aktiv.
Besondere Bedeutung erlangte er aber durch seine, zum Teil von seinem Onkel geerbte Sammlung von Gemälden, kunsthandwerklichen Gegenständen und Antiquitäten auf seinem Schloss Altenlack, die bald zur wichtigsten Kunstsammlung in Krain avancierte. Im Lauf der Jahre vermehrte er diese durch zahlreiche Ankäufe von dem italienischen Antiquitätenhändler Alessandro Volpi, durch seine Beziehungen zu Künstlern und kunstinteressierten Freunden, sowie durch Sammeln von Objekten in Pfarrhöfen, Kirchen und aus Privatbesitz. Sein Sohn Karl (1850–1929), der ebenfalls Jurist war, erbte die Sammlung und führte sie weiter. Nach dem 1. Weltkrieg beschlagnahmte die Regierung die Sammlung und ordnete deren Inventarisierung an. Mit Hilfe des Journalisten und Sammlers Ante Gaber erstellte Karl von Strahl einen Bestandskatalog (zum Teil von Janko Polec 1930 publiziert), in dem er neben der Sammelgeschichte weitere Daten veröffentlichte, wodurch der Katalog zu einer wichtigen Quelle für die Provenienzforschung wurde.  Nach Karl von Strahls Tod 1929 erwarben die Narodna Galerija (Slowenische Nationalgalerie), das Narodni muzej und das Etnografski muzej, alle in Ljubljana, große Teile der Kunstsammlung.

## Familie
Eduard von Strahl heiratete am 4. November 1844 in Ljubljana (Dom St. Nikolau) die Malerin Cäcilia Maria Theresia (Cecilija Marija Terezija) von Pettenegg (* 21. Januar 1821 in Dunaj; † 26. Februar 1855 in Laibach), Tochter von Carl von Pettenegg (1790–1859) und seiner Frau Elisabeth geb. von Pilgram.

Kind:
- Karl Friedrich Josef (Karel Friderik Jožef) (* 12. September 1850 in Treffen, Krain; † 24. Dezember 1929 in Stara Loka) ⚭ 1886 mit Maria von Lehmann († April 1929), Tochter von Ernst von Lehmann und Alojzija Souvan, studierte 1868–1872 Jura an der Universität Graz, arbeitete ab 1872 an verschiedenen Gerichten in Laibach, Rudolfswerth, Nassenfuss, Rann, Pettau und Eberndorf als Kreisrichter. 1899 aus gesundheitlichen Gründen in Ruhestand lebte er danach auf Schloss Altenlack.

## Schriften (Auswahl)
- Zur Beleuchtung der Frage, welche Ansprüche das Land Krain aus der Incamerirung des Provinzialfondes an das kais. kön. Aerar zu erheben berechtiget erscheint. Laibach 1862.
- Die Kunstzustände Krains in den vorigen Jahrhunderten. Eine Culturhistorische Studie. Selbstverlag, 1884.
- In zwölfer Stunde ! Den Landtagswählern gewidmet. I. V. Kleinmayr & F. Bamberg, 1877.